# Simon Keenlyside
Simon Keenlyside (Londres, 3 d'agost de 1959) és un baríton anglès.
Va créixer en el si d'una família de músics. El seu pare, Raymond Keenlyside, tocava el segon violí en el prestigiós Quartet Aeolian, i el seu avi va ser també violinista professional. Posteriorment va ser nen cantaire en el Cor del St John's College de Cambridge, sota l'ègida de George Guest.
Abans de dedicar-se professionalment al cant, però, va estudiar zoologia a la Universitat de Cambridge. La seva formació cantora la va realitzar, gràcies a una ajuda de la Fundació Peter Moore,
al Royal Northern College of Music de Manchester amb un reconegut baix britànic, John Cameron, que va obrir per a ell el meravellós món del lied alemany.
Va fer el seu debut operístic a la Staatsoper d'Hamburg com el Comte Almaviva a Le nozze di Figaro, al que van seguir els seus presentacions al Gran Teatre de Ginebra (Hamlet), San Francisco (Pelléas), Sydney (Figaro), Berlín (Figaro), París (Papageno i Guglielmo), al
Metropolitan de Nova York (Belcore), La Scala de Milà (Papageno i el Comte Almaviva amb Riccardo Muti), Ferrara (Don Giovanni amb Claudio Abbado, una
altra de les seves grans interpretacions) i a la Royal Opera House, Covent Garden (Belcore, Marcello a La bohème, Guglielmo o el Comte Almaviva amb Bernard Haitink), entre altres escenaris.
Més tard va ampliar el seu repertori amb papers com Dandini a La cenerentola, Ieletski a La dama de piques o Wolfram van Eschenbach a Tannhäuser, així com L'Orfeo de Monteverdi, que va assumir amb gran fortuna al Festival d'Ais de Provença. Actua també regularment en concerts i recitals, amb especial èmfasi en les obres de Franz Schubert i Gustav Mahler, autors als quals atorga un especial interès.
Ha col·laborat amb freqüència amb l'Orquestra Filharmònica d'Israel i Zubin Mehta, la Chamber Orchestra of Europe i l'Orquestra Filharmònica de Berlín al comandament de Claudio Abbado, i amb aquesta última i la City of Birmingham Symphony Orchestra sota la batuta de Simon Rattle, així com amb els pianistes Malcolm Martineau i Graham Johnson,
amb qui ha col·laborat en diversos volums de la magna edició schubertiana per Hyperion.
Simon Keenlyside s'ha integrat en projectes innovadors, com les estrenes mundials de les òperes 1984 de Lorin Maazel o The Tempest (La tempesta) de Thomas Ades, ni tampoc s'ha resistit a la temptació del Barroc, assumint juntament als millors especialistes papers significatius en òperes de Cavalli (La Calisto de Herbert Wernicke i René Jacobs, al costat de María Bayo) o Gluck (Orestes a Iphigénie en Tauride amb Marc Minkowski).

## Al Liceu
La temporada 2003-2004 actua al Liceu de Barcelona a Hamlet d'Ambroise Thomas, al costat de Natalie Dessay. La temporada 2007-2008 cantà el Don Giovanni de Mozart en una producció de l'English National Opera.